# Filozofija 20. stoljeća
20. stoljeće je donijelo prevrate koji su stvorili niz konfliktnih razvoja unutar filozofije o temelju znanja i valjanosti različitih apsoluta. S klasičnim sigurnostima koje su smatrane zbačenima i novim socijalnim, ekonomskim, znanstvenim, etičkim i logičkim problemima, filozofija 20. stoljeća je bila spremna za niz različitih pokušaja da se reformiraju, zadrže, promjene i ukinu prije zamišljene granice.
Nova proučavanja u filozofiji znanosti, filozofiji matematike i epistemologiji su ojačavala antagonističke tendencije za objašnjenje svijesti i njezinih objekata, izraženo u dubokim razlikama između  analitičke i kontinentalne filozofije koje su imale svoj osnutak na početku stoljeća. Napredak u teoriji relativnosti, kvantnoj i nuklearnoj fizici, generativnim znanostima kao kognitivna znanost, kibernetika, genetika, generativna lingvistika, bogati spisateljski output i početak filma kao umjetnički oblik su izrazito obogatile sadržajni predmet filozofije. 
Isto tako duboko, povijesni događaji kao svjetski ratovi, ruska revolucija, skori kolaps europske parlamentarne demokracije u 1930-ima i 1940-ima, holokaust, uporaba nuklearnih oružja na carski Japan, nastavljano kolonijalno nasilje, osnivanje Ujedinjenih Naroda, elaboracija novih doktrina u ljudskim pravima, propast revolucionarnog naboja 1968., kraj Sovjetskog Saveza, nastavljajuće nejednakosti u globalnom razvoju u civilnim društvima, ponovno pojavljivanje "fundamentalističkih" religijskih identiteta u kršćanskom, Islamskom, Židovskom i hinduističkom kontekstu i na prvi pogled neobuzdana ako i isprekidana genocidna aktivnost su stavili u pitanje mnoge filozofske doktrine o ljudskoj racionalnosti i stvorile još oštrije zatjeve na moralnu, političku filozofiju i filozofiju religije.

## Filozofske škole
- Analitička filozofija (Lwow-Varšavska škola)
- Kontinentalna filozofija (Marburška škola/Badska škola)
- Kritička teorija (Frankfurtska škola)
- Dekonstrukcija
- Egzistencijalizam (Kyoto škola)
- Logički atomizam
- Logički pozitivizam (Bečki krug)
- Marksizam (Škola Praxis)
- Neopragmatizam
- Novokonfucijanizam
- Filozofija običnog jezika
- Fenomenologija
- Filozofska hermeneutika
- Postanalitička filozofija
- Postkolonijalna filozofija
- Postmodernistička filozofija
- Strukturalizam
- Poststrukturalizam